# Station Dobczyn
Station Dobczyn  is een spoorwegstation in de Poolse plaats Dobczyn.